# George Henry Kendrick Thwaites
Pour les articles homonymes, voir Thwaites.
George Henry Kendrick Thwaites est un botaniste et entomologiste britannique, né le 9 juillet 1812 à Bristol et mort le 11 septembre 1882 à Kandy (Sri Lanka).

## Biographie
Comptable à Bristol, il étudie la botanique durant son temps libre. Il s’intéresse particulièrement aux végétaux inférieurs comme les algues et les cryptogrammes. Il devient un botaniste reconnu lorsqu’il démontre que les diatomées ne sont pas des animaux, comme on le pensait jusqu’alors, mais des algues.
Il obtient un poste d’enseignant à l’école de pharmacie et de médecine de Bristol en 1847. Il devient super-intendant du jardin botanique de Peradeniya à Ceylan en 1849 puis son directeur de 1857 à 1880. Il devient membre de la Royal Society le 1er juin 1865.
Lors de la crise causée par « rouille du café » apparue en 1869 à Ceylan, qui va mettre fin à cette culture dans l'île et redessiner la carte mondiale du café, il fait partie des quelques planteurs lucides qui ont commencé plus tôt que les autres à se tourner vers le Cinchona (écorce de quinquina), le cacao et le thé. Il a alors signalé que le café n'avait plus d'avenir, mais sans être entendu par les grands planteurs de Ceylan.
Son principal ouvrage est Enumeratio Plantarum Zeylaniæ, une énumération des plantes présentes à l'herbier du Jardin Botanique Royal, avec description de nombreuses nouvelles espèces. Il y décrit Aporosa fusiformis, une espèce d'arbres, qu'il classe dans le genre des Aporosa.
Il contribue à divers ouvrages sur la flore de Bristol et des environs (comme Topographical Botany et The Phytologist) ainsi qu’à divers ouvrages et revues comme Flora of Bristol (1912), Handbook to the Flora of Ceylon (1900), Curtis' Botanical Magazine, Tropical Agriculture (1894), Journal of Botany (1882), les Proceedings of the Linnean Society (1882-1883) et les Transactions of the Botanical Society of Edinburgh (1886).